# Tammiku (Puurmani)
Tammiku – wieś w Estonii, w prowincji Jõgeva, w gminie Puurmani.